# Марион (Њујорк)
Марион (енгл. Marion) насељено је место без административног статуса у америчкој савезној држави Њујорк.

## Демографија
По попису из 2010. године број становника је 1.511.
| Група             | 2000.    | 2010.         |
| Белци             | 0 (0,0%) | 1.409 (93,2%) |
| Афроамериканци    | 0 (0,0%) | 13 (0,9%)     |
| Азијати           | 0 (0,0%) | 8 (0,5%)      |
| Хиспаноамериканци | 0 (0,0%) | 51 (3,4%)     |
| Укупно            | 0        | 1.511         |